# Mickey’s Grand Opera
Mickey’s Grand Opera (рус. «Большая опера Микки») — анимационный эпизод мультсериала про Микки Мауса, созданный Уолтом Диснеем в 1936 году.

## Сюжет
Микки в очередной раз руководит Оперой. Плуто, сидящий за кулисами, замечает шляпу, из которой вылезают Кролики и Голуби. Он пытается её поймать, но она гонится за ним, что очень пугает бедного Плуто. Опера началась. Микки-Дирижёр. Какие-то собаки играют на Скрипке, а Кларабель Кау играет на Флейте. Занавес сдвигается. Клара Клак, играющая видимо какую-то принцессу, начинает петь. Приходит Дональд Дак в роли спасителя. От тоже начинает петь и бросает Кларе Клак на башню букет цветов. Плуто, всё ещё борется со шляпой. Она ведёт его на сцену. Плуто портит всё… Микки велит ему убираться со сцены, но он не может оставить шляпу так просто. Шляпа попадает в Тубу, на которой играет свин. он выдувает через тубу кроликов и голубей. Позже выдувает цветы, из которых вышла Лягушка. Плуто начинает гнаться за ней до тех пор, пока она не попадает в рот Дональд. Дональд проглотил её. Он начал прыгать по сей сцене. что итоге привело к падению всех декораций. Опера испорчена.

## Роли озвучивали
Микки Маус: Уолт Дисней
Дональд Дак: Кларенс Нэш
Клара Клак: Флоренс Гилл
Плуто: Пинто Колвиг